# Morishita Reiya
Morishita Reiya (森下 怜哉 (Sâm Hạ Linh Tai) Morishita Reiya, sinh ngày 1 tháng 11 năm 1998) là một cầu thủ bóng đá người Nhật Bản. Anh thi đấu cho Cerezo Osaka.

## Sự nghiệp
Morishita Reiya gia nhập Cerezo Osaka năm 2016. Ngày 13 tháng 3 năm anh ra mắt ở J3 League (v Grulla Morioka).

## Thống kê câu lạc bộ
Cập nhật đến ngày 23 tháng 2 năm 2017.
| Thành tích câu lạc bộ | Thành tích câu lạc bộ | Thành tích câu lạc bộ | Giải vô địch | Giải vô địch | Cúp                   | Cúp                   | Cúp Liên đoàn | Cúp Liên đoàn | Tổng cộng | Tổng cộng |
| Mùa giải              | Câu lạc bộ            | Giải vô địch          | Số trận      | Bàn thắng    | Số trận               | Bàn thắng             | Số trận       | Bàn thắng     | Số trận   | Bàn thắng |
| Nhật Bản              | Nhật Bản              | Nhật Bản              | Giải vô địch | Giải vô địch | Cúp Hoàng đế Nhật Bản | Cúp Hoàng đế Nhật Bản | J. League Cup | J. League Cup | Tổng cộng | Tổng cộng |
| --------------------- | --------------------- | --------------------- | ------------ | ------------ | --------------------- | --------------------- | ------------- | ------------- | --------- | --------- |
| 2016                  | Cerezo Osaka U-23     | J3 League             | 21           | 2            | –                     | –                     | –             | –             | 0         | 0         |
| Tổng                  | Tổng                  | Tổng                  | 21           | 2            | –                     | –                     | –             | –             | 0         | 0         |